# ليوني آدم
ليوني آدم (بالألمانية: Leonie Adam)‏ هي ترامبولينية ‏ ألمانية، ولدت في 2 يناير 1993 في فيلدرشتات في ألمانيا.

## وصلات خارجية
- ليوني آدم على موقع الاتحاد الدولي للجمباز (licence) (الإنجليزية)
- ليوني آدم على موقع الاتحاد الدولي للجمباز (biography) (الإنجليزية)
- ليوني آدم على موقع اللجنة الأولمبية الدولية (الإنجليزية)
- ليوني آدم على موقع أوليمبيديا (الإنجليزية)
- ليوني آدم على موقع اللجنة الأولمبية الألمانية (الألمانية)